# Transfeminizm

Symbol transfeminizmu

Transfeminizm albo trans feminizm – nurt feministyczny, kładący nacisk na polityczne potrzeby i prawa osób transpłciowych. Aktywistka Emi Koyama definiuje transfeminizm jako „ruch od i dla transkobiet, które widzą swoje wyzwolenie jako nierozerwalnie połączone z wyzwoleniem wszystkich kobiet i nie tylko”. Według Koyamy jest to ruch „otwarty również dla innych queerów, osób interpłciowych, transmężczyzn, kobiet nie-trans, mężczyzn nie-trans i innych, (...) którzy uważają, że sojusz z transkobietami jest niezbędny dla ich wyzwolenia”.
Pierwszą publikacją na temat transfeminizmu była wydana w 2006 roku książka Trans/Forming Feminisms: Transfeminist Voices Speak Out pod redakcją Kristy Scott-Dixon.
Według Koyamy transfeminizm opiera się na dwóch pryncypiach. Pierwszym jest nie tylko prawo każdej osoby do życia i określania siebie zgodnie z własną wolą (wliczając w to tożsamość płciową i sposób jej wyrażania), ale też szacunek społeczeństwa dla indywidualności i unikalności każdego. Drugim jest kompletne prawo jednostki do kontroli nad własnym ciałem, jego dobrobytem i autonomią, bez wpływu autorytetów – politycznych, medycznych, religijnych, które by to kwestionowały.

## Historia
Wśród prekursorów nurtu znajdują się Kate Bornstein, autorka wydanego w 1994 Gender Outlaw: On Men, Women, and the Rest of Us, oraz Sandy Stone, autorka eseju „The Empire Strikes Back: A Posttranssexual Manifesto,” który zawiera polemikę z twierdzeniami radykalnej feministki Janice Raymond na temat transpłciowości. IW XXI wieku autorki takie jak Krista Scott-Dixon i Julia Serano podejmowały temat transfeminizmu. Bornstein kontynuowała swoją pracę, wydając w 2010 Gender Outlaws: The Next Generation in napisane razem z S. Bear Bergman. Susan Stryker i Talia M. Bettcher również mają na koncie wspólną, nową publikację transfeministyczną.
W 2000 roku została uruchomiona strona Transfeminism.org. Miała ona promować Transfeminism Anthology Project Diany Courvant i Emi Koyamy, wprowadzić temat transfeminizmu do dyskursu akademickiego, oraz ułatwiać kontakt osób pracujących nad transfeministycznymi projektami, również poprzez publikowaną tam antologię. Courvant używała słowa „transfeminizm” podczas konferencji w Yale w 1992, co w połączeniu z jej udziałem w tworzeniu strony Transfeminism.org sprawia, że jest ona uznawana za twórczynię tego terminu. Courvant przypisywała popularność i rozpoznawalność słowa „transfeminizm” Koyamie, jej obeznaniu z internetem i pracy wykonanej online. Strona nie jest już aktywna pod tym adresem i została zarchiwizowana.
Patrick Califia po raz pierwszy użył słowa „transfeminizm” w książce w wydanym w 1997 roku Sex Changes: The Politics of Transgenderism. Prawdopodobnie termin ten był niezależnie tworzony i używany przez różne osoby przed rokiem 2000, kiedy to zaczął zyskiwać na popularności dzięki Transfeminism.org i popularnemu „Transfemist Manifesto” Koyamy. Jessica Xavier, znajoma Courvant, mogła go niezależnie wynaleźć przy pracy nad artykułami „Passing As Stigma Management” oraz „Passing as Privilege” w późnym 1999.
W ciągu ostatnich dekad idea, że wszystkie kobiety mają wspólne doświadczenie, była krytykowana przez kobiety różnych ras, lesbijki, kobiety z klasy robotniczej i innych. Wiele osób transpłciowych dołącza się do tej krytyki, kwestionując też znaczenie i definicję płci. Transfeministki uważają, że ich unikalne doświadczenia powinny być częścią dyskursu feministycznego.
Transfeminizm podejmuje problemy trzeciej fali feminizmu, takie jak różnorodność, obraz ciała, podmiotowość kobiet i prawo do samostanowienia. Transfeminizm nie jest tylko połączeniem problematyki transpłciowej i feminizmu; zawiera się w nim również analiza krytyczna drugiej fali feminizmu z trzeciofalowego punktu widzenia. Tak jak wszystkie nurty feminizmu, transfeminizm krytykuje mainstreamowy koncept męskości i postuluje równe prawa dla kobiet. Łączy go z nimi też przekonanie, że płeć to patriarchalny konstrukt społeczny wykorzystywany do ucisku kobiet. W związku z tym pojawiły się głosy, uznające że przedrostek „trans” implikuje również „transgresywność”. Nicholas Birns kategoryzuje transfeminizm jako „feminizm, który definiuje termin „trans-” w maksymalnie niejednorodny sposób”.
Droga transfeminizmu do legitymizacji jako szerszego ruchu była skomplikowana i odmienna od wielu nurtów feminizmu. Marginalizowane transkobiety musiały udowadniać, że ich potrzeby różnią się od potrzeb innych kobiet i że nie czują reprezentowane przez mainstreamowy feminizm. Koyama nawiązuje do tego w swoim „Transfeminist Manifesto”. mówiąc, że kiedy marginalizowana grupa kobiet się wypowiada, inne feministki powątpiewają w ich poglądy i w to, kogo reprezentują. W związku z tym transkobiety muszą wykazać, że ich kobiecość jest równie prawdziwa, jak kobiecość innych i że feminizm może je reprezentować, nie przestając być feminizmem. Przykładem oporu wobec tych prób może być aktywny sprzeciw radykalnych feministek, takich jak Janice Raymond, która nie uznaje transkobiet za kobiety, ani ich wpływu na feminizm. Od debiutu książką The Transsexual Empire Raymond często wraca do tego tematu.